# Takumi Ishizaki
Takumi Ishizaki (石崎巧?, Ishizaki Takumi; Fukui, 6 luglio 1984) è un ex cestista giapponese.

## Carriera
Con il Giappone ha disputato i Campionati asiatici del 2011.